# Eduardo White

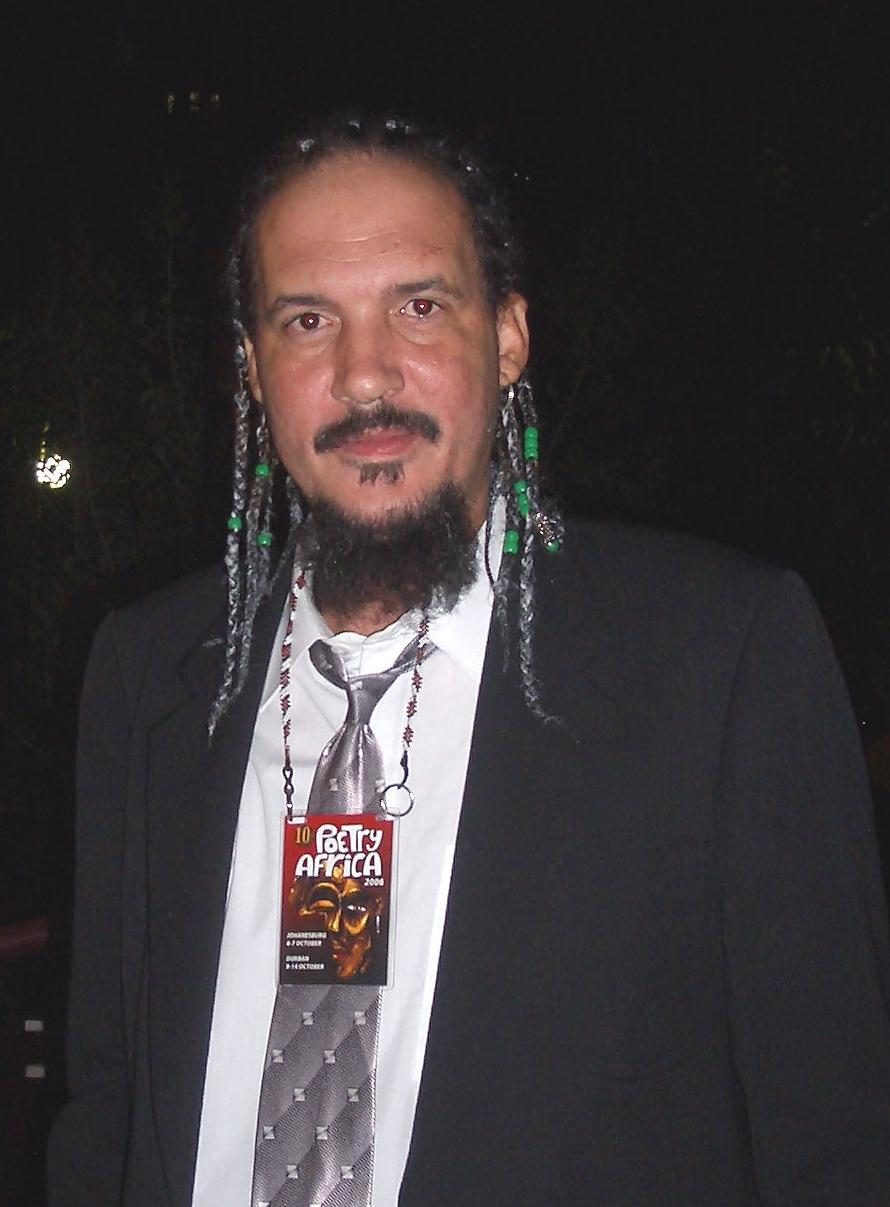
Eduardo White (2006)

Eduardo Luiz de Meneses Costley-White (* 21. November 1963 in Quelimane; † 24. August 2014 in Maputo) war ein mosambikanischer Schriftsteller und Dichter.

## Biographie
Eduardo White war väterlicherseits britischer Abstammung. Sein Großvater war Engländer, sein Vater wurde in der Provinz Tete nahe der malawischen Grenze geboren. Seine Mutter stammt aus Lissabon. Nach einer dreijährigen Ausbildung am Instituto Industrial arbeitete White in leitender Stellung in einer Handelsfirma. 1984 gründete er die Zeitschrift Charrua, die eine entscheidende Rolle in der Entwicklung der mosambikanischen Literatur nach der Unabhängigkeit spielte. Er war leitendes Mitglied der mosambikanischen Schriftstellervereinigung (AEMO). Am 24. August 2014 starb Eduardo White im Alter von 50 Jahren im Zentralkrankenhaus von Maputo nach langer Krankheit.

## Werk
White publizierte zahlreiche Gedichtbände, die vielfach ausgezeichnet wurden. 2001 wurde er zum mosambikanischen Schriftsteller des Jahres gewählt. Ein sich durch sein literarisches Werk ziehendes Thema ist das der Liebe.
- Amar Sobre o Índico, Associação dos Escritores Moçambicanos, 1984.
- Homoíne, Associação dos Escritores Moçambicanos, 1987.
- O País de Mim, Associação dos Escritores Moçambicanos, 1989. (gewann den Prémio Gazeta de Artes e Letras da Revista Tempo).
- Poemas da Ciência de Voar e da Engenharia de Ser Ave, Editorial Caminho, 1992 (gewann den Prémio Nacional de Poesia Moçambicana 1995).
- Os Materiais de Amor seguido de Desafio à Tristeza, Maputo, Ndjira / Lisboa,  Ed. Caminho, 1996.
- Janela para Oriente, Ed. Caminho, 1999.
- Dormir Com Deus e Um Navio na Língua, Braga, Ed. Labirinto, 2001 (zweisprachig portugiesisch/englisch, gewann den Prémio Consagração Rui de Noronha).
- As Falas do Escorpião, Maputo, Imprensa Universitária, 2002 (Novelle).
- O Manual das Mãos, Campo das Letras, 2004.
- O Homem a Sombra e a Flor e Algumas Cartas do Interior, Maputo, Imprensa Universitária, 2004.
- Até Amanhã, Coração, Maputo, Vertical, 2005.